# 榊歌丸
榊 歌丸（さかき うたまる、生年月日不詳-）は、日本の漫画家。男性。主に成年向け漫画雑誌で活動。

## 来歴
2005年頃にエンジェル出版『ANGEL倶楽部』新人賞応募をきっかけに同誌で商業誌デビュー。以後、主に同誌で作品が掲載されている。
商業誌デビュー以前の1990年代後半より、サクマレイジと共同で主催する同人サークル「ブレキン。」（Breakin'Bakery）で活動している。また過去に「榊ヨシヒコ」名義でアンソロジー本に作品が掲載された事がある。

## 作品リスト

### 単行本
全てエンジェル出版のエンジェルコミックスレーベルからの発行。
成年向け作品
- 『発情症候群』 2006年7月 ISBN 978-4-8730-6242-6
- 『あねいも。』 2007年10月 ISBN 978-4-8730-6274-7
- 『むちナビ』 2009年4月 ISBN 978-4-8730-6318-8
- 『ヌキ×セン』 2010年8月 ISBN 978-4-8730-6357-7

### アンソロジー
成年向け作品
- 『電脳恋愛姫 2』 オークラ出版 <OAK COMICS> 1998年8月 ISBN 978-4-8727-8330-8 「ジャスティスのマンガ」収録

### 同人誌
全て同人サークル「Breakin'Bakery」からの発行。
成年向け作品
- 『Six/Nine』 1998年3月8日
- 『SEXTREAM LINER』 1998年8月16日
- 『LOWTRAXX』 1999年2月21日
- 『RESTART!』 1999年11月3日
- 『Climax Together』 2000年10月29日
- 『RAMBLEFISH』 2003年12月30日
- 『F5』 2004年12月30日発行
- 『首刈道楽』 2004年4月29日
- 『絶頂甲○園 お試し版』 2007年8月19日
- 『絶頂甲○園』 2007年12月31日
- 『鉄娘。』 2008年12月30日
- 『舞姦』 2008年12月30日
- 『鉄娘。その弐』 2009年8月16日
- 『舞姦弐』 2009年8月16日
- 『ブレ鉄』 2009年12月31日